# شیلیایی‌ها
شیلیایی‌ها (اسپانیایی: Chilenos‎) به قوم بومی، مهاجران و تمام ملت شیلی در سراسر جهان گفته می‌شوند. آن‌ها عمدتاً از مردم بومی و اسپانیایی‌های مهاجر تشکیل می‌شوند.
بیشتر ملت شیلیایی در کشور شیلی زندگی می‌کنند و پس از آن در کشورهایی چون آرژانتین و ایالات متحده جوامع خود را گسترانیده‌اند. دیگر مناطقی مانند استرالیا، کانادا و سوئد. بخش‌های قابل توجهی از جمعیت دائمی قطب جنوب و جزایر فالکلند نیز محل سکونت این اقوام است.

## ساختار قومی
شیلی مانند دیگر کشورهای آمریکای لاتین تحت سلطهٔ استعمار اسپانیایی قرار داشت و امروز اکثریت این قوم نژاد و نسب اسپانیایی دارند و با توجه به شرایط عصر استعمار ملت بومی شیلی نیز تحت فرهنگ کشور استعمارگر قرار گرفتند.
در نتیجه آنچه در تحقیقات اجتماعی آمریکای لاتین تخمین می‌زنند، شامل ۵۲٫۷ درصد از جمعیت شیلی با نسب اروپایی و حدود ۴۴ درصد به عنوان مستیزو یا دورگه هستند. سایر مطالعات اجتماعی نیز کل جمعیت سفید پوستان را بیش از ۶۰ درصد برآورد می‌کند. برخی از نشریات مانند اطلاعات نامه جهان ۹۵٫۴ درصد شیلیایی‌ها را از «سفید پوستان» و ۴٫۶ درصد را از تیرهٔ آمریکای لاتین تخمین زده است. این ارقام بر اساس یک سرشماری ملی در سال ۲۰۰۲ برگزار شد.

## قوم نگاری تاریخ شیلی

### اسپانیایی‌ها، مستیزو و سرخپوستان

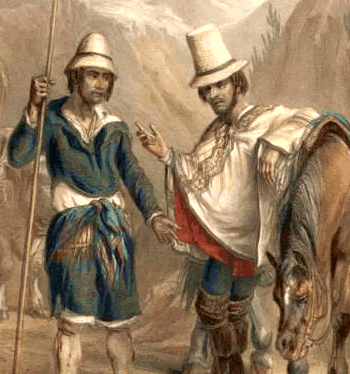
روستانشینان شیلیایی در قرن ۱۹

بومیان شیلی حداقل ۱۲۰۰۰ سال است که در مرکز و جنوب شیلی مستقر هستند. این قوم ماپوچه نام داشتند که در مورد ریشه سرخپوستی این قوم تردیدهایی وجود دارد چرا که در تست‌های ژنتیکی دی.ان.ای مردم ماپوچه نشان می‌دهد آن‌ها پلی‌نزی تبار هستند و با بومیان اقیانوسیه و ساکنان جزایر غربی اقیانوس آرام ریشه مشترک دارند. هرچند برخی دانشمندان بر اساس آزمایشهای دیگر این همبستگی را با صراحت رد کرده‌اند. ماپوچه با فتح اسپانیا به زیر سلطه رفتند. در طول دوره استعمار سربازان زیادی برای حفظ شیلی و حراست امپراتوری اسپانیا به این منطقه فرستاده شدند و همچنین مردم عادی اسپانیا از اندلسها، اکسترمادورا، باسک، آستوریاس، نابارا و کاستیا به شیلی مهاجرت کردند.

### مهاجران اروپایی
پس از استقلال شیلی، بخش عظیمی ازاسپانیایی‌ها، ایتالیایی‌ها ، ایرلندی‌ها، یونانیان، آلمانی‌ها ،هلندی‌ها، کروات‌ها، روس‌ها، لهستانی‌ها، مجارها و پرتغالیها به این کشور مهاجرت کردند.
در میان این مهاجران، جمعیت آلمانی‌ها بسیار بیشتر بود به طوری که آن‌ها در سال ۱۸۴۸ اجتماع آلمان-شیلی را تشکیل دادند. هم‌اکنون نژاد ۲۰۰٬۰۰۰–۱۵۰٬۰۰۰ شیلیایی‌ها را، دورگه با آلمان‌ها برآورد می‌کنند.
حدود ۷۰۰۰۰۰ نفر که ۵٪ از شیلی را تشکیل می‌دهد، جمعیت اعراب مهاجر هستند؛ که از این تعداد ۵۰۰٬۰۰۰ تن مهاجران فلسطینی هستند.

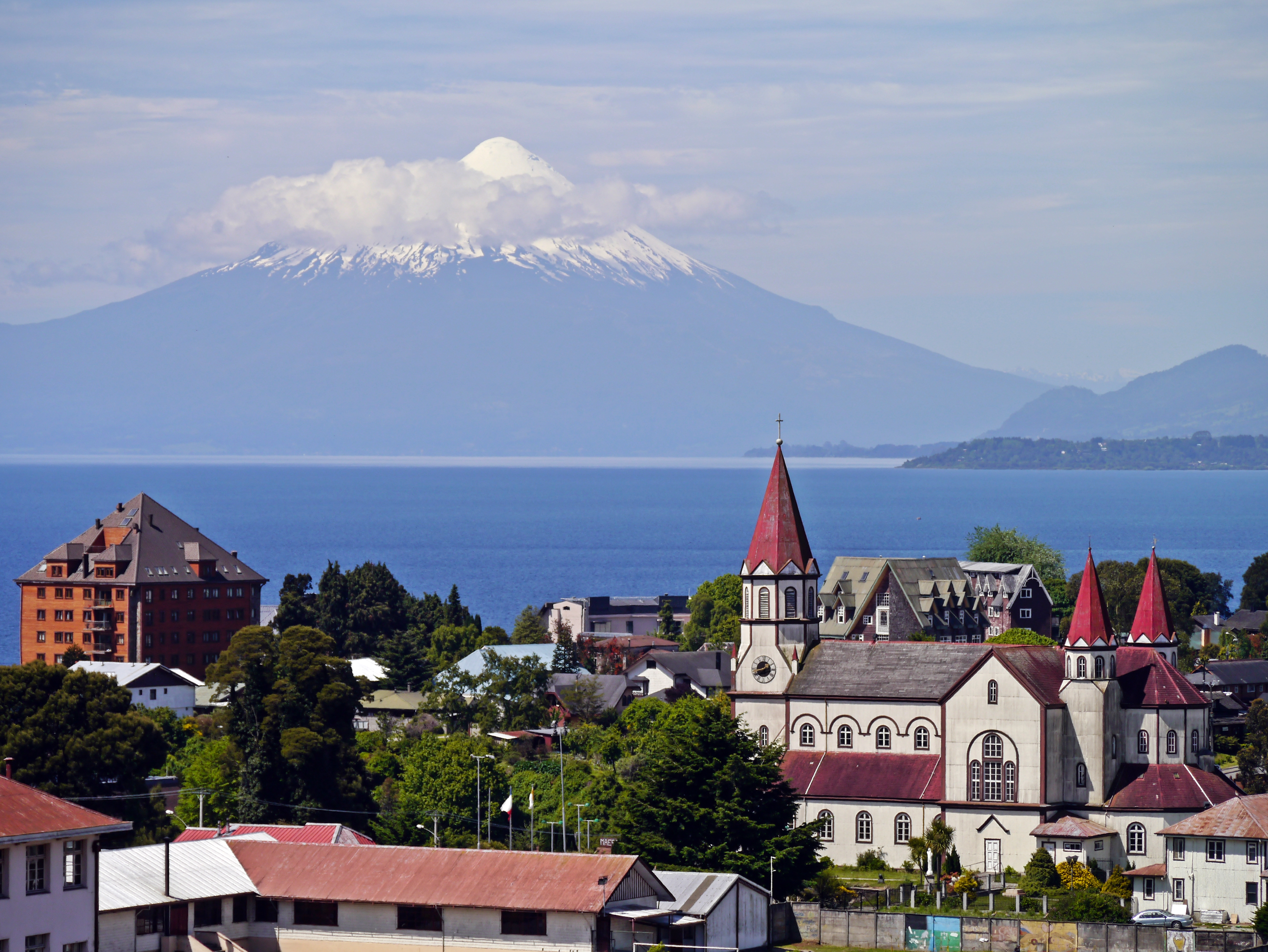
پوئرتو واراس در جنوب شیلی، نشان دهنده نفوذ معماری مهاجران اروپایی است.

## بومیان شیلی

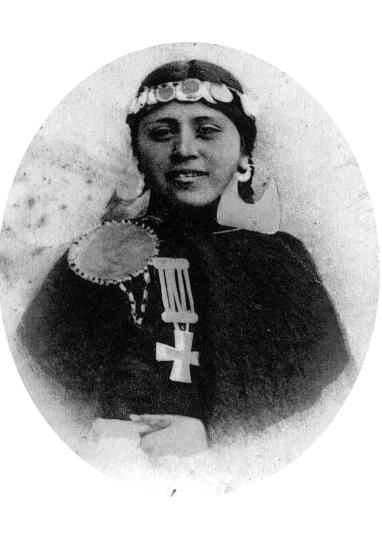
عکس یک دختر ماپوچه در شهر کنسپسیون در جنوب شیلی در سال ۱۹۰۲

با استقلال شیلی در ۱۸۱۰ سرخپوستان بیش از قبل مورد توجه قرار می‌گیرند، هرچند آنان هنوز از نظر فرهنگی در تقابل با مردم شیلی بودند و تضادهایی بین آنان وجود داشت.
بر اساس سرشماری سال ۱۹۰۷، ۱۰۱٬۱۱۸ نفر یا ۳٫۱ درصد از کل جمعیت کشور شیلی را سرخ پوستان تشکیل می‌دادند.

## دین
| دین (آمار سال 2002)          | %   |
| ---------------------------- | --- |
| کاتولیک                      | ۷۰٪ |
| پروتستان یا انجیلی           | ۱۵٪ |
| بیخدا/هیچ‌کدام یا ندانم گرایی | ۸٪  |
| دیگران                       | ۷٪  |

| دین (2015 بررسی)             | %       |
| ---------------------------- | ------- |
| کاتولیک                      | ۵۵٪     |
| بیخدا/هیچ‌کدام یا ندانم گرایی | ۲۵٪     |
| پروتستان یا انجیلی           | ۱۳ درصد |
| دیگران                       | ۷٪      |

## فرهنگ
قوم و فرهنگ شیلی عمدتاً ریشه اسپانیایی دارد. فرهنگ معیشتی بخش مرکزی این کشور تأثیرگرفته از استعمار بر اساس دام داری و گاوداری است. از دیگر تأثیرات اسپانیایی‌ها بر شیلی لباس، موسیقی و رقص است.